# Finsko na Letních olympijských hrách 2016
Finsko na Letních olympijských hrách 2016.

## Medailisté
| Medaile | Jméno         | Sport | Disciplína                |
| ------- | ------------- | ----- | ------------------------- |
| Bronz   | Mira Potkonen | Box   | Ženy lehká váha (– 60 kg) |